# Provincia de Congo Medio
La provincia de Congo Medio (en francés: Moyen-Congo) es una antigua provincia de la República Democrática del Congo.
Fue creada el 5 de febrero de 1963, separándose de la provincia de Cuvette-Central, a su vez resultante de la antigua provincia de Équateur, que se dividió en dos en 1962. Su capital fue Lisala.
El 25 de abril de 1966 Congo Medio se reunió con las provincias de Ubangi y Cuvette-Central para formar la provincia de Équateur .

## Historia
La provincia experimentó disturbios entre sus diferentes tribus: los budja se quejaron de la preponderancia de los ngombe en la administración provincial de Lisala. Una provincia secesionista, la de Bumba, se formó en abril de 1963, con Denis Akundji como presidente del consejo provincial. Esta secesión terminó el 30 de julio de 1963.
Los presidentes del consejo provincial de Congo Medio (gobernadores desde 1965) fueron:
- Laurent Eketebi del 6 de abril de 1963 a junio de 1964
- Augustin Engwanda del 23 de junio de 1964 al 10 de agosto de 1965
- Denis Sakombi, del 10 de agosto de 1965 al 25 de abril de 1966